# Gaston Leroux (homme politique canadien)
Pour les articles homonymes, voir Leroux.
Gaston Leroux (né le 1er octobre 1948) est un comédien, expert-conseil en communication et homme politique fédéral et municipal du Québec.

## Biographie
Né à Montréal, il entame sa carrière politique en devenant conseiller au conseil municipal de Saint-François-Xavier-de-Brompton de 1992 à 1993. 
Élu député du Bloc québécois dans la circonscription de Richmond—Wolfe en 1993, il est défait dans Richmond—Arthabaska par le progressiste-conservateur André Bachand en 1997. Il est à nouveau défait dans Compton—Stanstead mais est alors défait par le libéral David Price en 2000.
Durant son passage à la Chambre des communes, il est porte-parole adjoint du Bloc en matière d'Industrie de 1994 à 1995 et porte-parole en matière d'Affaires parlementaires de 1994 à 1996, de Développement régional de 1994 à 1995, de Patrimoine canadien de 1996 à 1998 et en matière Industries culturelles de 1996 à 1998.